# Aurélia e Lua Azul
Aurélia e Lua Azul (Aurelia and Blue Moon) são exemplos hipotéticos de um planeta e uma lua em que a vida extraterrestre poderia evoluir. Eles são o resultado de uma colaboração entre a empresa de televisão Blue Wave Productions Ltd. e um grupo de cientistas americanos e britânicos que foram coletivamente demandados pela National Geographic. A equipe usou uma combinação de teoria de acreção, climatologia e exobiologia para imaginar as localizações mais prováveis para a vida extraterrestre e o mais provável caminho evolutivo da vida.